# Nedystoma dayi
Nedystoma dayi es una especie de pez de la familia Ariidae en el orden de los Siluriformes.

## Morfología
• Los machos pueden llegar alcanzar los 20 cm de longitud total.

## Alimentación
Come principalmente larvas de insectos acuáticos.

## Hábitat
Es un pez de agua dulce y de clima tropical.

## Distribución geográfica
Se encuentran en Nueva Guinea.